# Дајана Китон
Дајана Китон (енгл. Diane Keaton; Лос Анђелес, 5. јануар 1946) америчка је глумица.

## Биографија

### Детињство, младост и школовање
Рођена је као Дајана Хол у Лос Анђелесу, као најстарије од четворо деце. Њен отац Џек Хол (1921—1990) био је инжењер, а њена мајка Дороти Китон (рођена 1921) је била домаћица и фотограф аматер. Отац јој био из ирско-америчке католичке породице, а мајка из методистичке. Китон је под мајчиним утицајем васпитана као методист. Жеља за глумачком каријером јавила се кад је видела мајку како осваја драмску награду „Гђа. Лос Анђелеса” за домаћице. Китон је тврдила да ју је театралност догађаја инспирисала да постане позоришна глумица. Као једну од инспирација, навела је и Кетрин Хепберн, којој се диви због улога снажних и независних жена.
Године 1964. је матурирала на Santa Monica High School у Санта Ани (Калифорнија). Током средње школе суделовала је у певачким и глумачким секцијама и наступила као Blanche DuBois у школској продукцији представе „Трамвај звани жеља”. Након матуре је похађала Колеџ Санта Ана, а касније Orange Coast College као студенткиња глуме, али је одустала после годину дана како би се бавила каријером забављача на Менхетну. Након придружења организацији Actor's Equity, узела је презиме Китон, мајчино девојачко презиме, јер је тамо већ била регистрована једна Дајана Хол.
Китон је почела да студира глуму у Neighborhood Playhouseu у Њујорку, прво по Мајснер техници, групној глумачкој техници коју је у трећој декади века популарисао Сенфорд Мајснер, њујоршки редитељ глуме.
Године 1968. је постала замена у продукцији оригиналног бродвејског мјузикла Коса. Избила је на лош глас јер није хтела да се свуче у деловима мјузикла кад је цела глумачка постава наступала нага, иако је то остављено на вољу глумаца. (Они који су наступали голи добили су додатних 50 долара). Након деветомесечне продукције Косе, пријавила се за улогу у продукцији Засвирај поновно, Сем режисера Вудија Алена, пошто замало није одбијена јер је била превисока (1,73 cm, 5 више од Алена).

### 1970-те
Након што је номинована за награду Тони у Засвирај поновно, Сем, Китон је остварила филмски деби у филму Љубавници и други странци. Наставила је са гостујућим улогама у телевизијским серијама Love, American Style и Night Gallery. Између филмова, Китон се појавила у низу реклама за дезодорансе.
Славу је стекла улогом Кеј Адамс, девојке Мајкла Корлеонеа (којег је глумио Ал Пачино) у филму Кум режисера Франсиса Форда Кополе. Копола је нагласио да је Китон први пут видео у филму Љубавници и други странци и да ју је ангажовао због њене ексцентричне репутације коју је хтео да унесе у улогу. (Китон тврди да је у то време била називана „шашавом глумицом“ филмске индустрије"). Њена глума у филму деломично је темељена на њеном стварном искуству снимања филма, што је описала као бити „жена у свету мушкараца“. Кум је 1972. године освојио Оскара за најбољи филм.
Две године после је репризирала своју улогу у Куму II. Прво није била склона идеји о репризирању улоге, рекавши „Првобитно сам била скептична о улози Кеј у наставку Кума, али пошто сам прочитала сценарио, лик ми се учинио много снажнији него у првом филму." У наставку се њен лик драматично променио јер је био више озлојеђен мужевим активностима. Иако је са оба филма стекла славу, важност њеног лика била је минимална. Тајм је написао да је била „невидљива у Куму и бледа у Куму II".
Њени други филмови седамдесетих су укључивали многе сарадње са Вудијем Аленом. Иако је у вријеме кад су снимали филмове њихова веза била готова, глумила је многе ексцентричне ликове у неколико његових хумористичних и драмских филмова укључујући филмове Повампирени Мајлс, Љубав и смрт, Ентеријери, Менхетн и филмску верзију Засвирај поновно, Сем, коју је режирао Херберт Рос. Ален је у својој раној каријери Китон назвао својом музом.
Године 1977. наступила је са Аленом у романтичној комедији Ени Хол, у којој је играла једну од својих најславнијих улога. Ени Хол је написао и режирао Ален, њен љубавник у то вријеме, а за филм се верује да је аутобиографија његове везе са Китон. Ален је деломично лик Ени Хол темељио на лику Дајане Китон ("Ени“ је њен надимак, а „Хол“ је њено оригинално презиме). Ален је у улогу убацио многе од њених манира и њен смисао за хумор на властити рачун. Китон је рекла како је Ален од лика створио њену „идеализирану верзију“. Филм је постигао велики комерцијални и критички успех, а освојио је Оскара за најбољи филм. Њена глума донела јој је Оскар за најбољу главну глумицу. Часопис Премијер 2006. године је навео њену глуму у Ени Хол као 60. најбољу свих времена.
Њена ексцентрична одећа у Ени Хол, која се састојала већином од старинске мушке одеће, укључујући кравату, мајицу, врећасте хлаче и шешире са ободом, учинила ју је модном иконом касних седамдесетих. Већина одеће која се може видјети у филму је била њена, која је била позната по свом несташном начину одевања и пре Ени Хол, иако су на костимима у филму радили Рут Морли и Ралф Лаурен. Убрзо након објављивања филма, међу женама су постала популарна женска одела. Касније је репризирала своју појаву из филма Ени Хол на додели Оскара 2003. године, кад је дошла у мушком смокингу и полуцилиндру. Постала је честа мета модног критичара Мр. Блеквела, нашавши се пет пута на његовом попису најгоре одевених личности.
Фотографија Дагласа Киркланда са њом нашла се 26. новембра 1977. године на насловници Тајма са причом која је описује као „најдуховитију жену која тренутно ради на филму." Касније те године напустила је комичне улоге и прихватила ону у драми Тражећи г. Гудбара, темељеној на роману Judith Rossner. У филму је глумила католичку учитељицу за глуву децу која живи двоструким животом, проводећи ноћи у баровима за самце и упуштајући се у промискуитетни секс. Исто издање Тајма похвалило је њен избор улога и критиковало ограничене улоге које су доступне глумицама у америчким филмовима. Осим глуме, Китон је изјавила „имам дугогодишњу амбицију да будем певачица." У седамдесетима је имала кратку, нереализовану каријеру као певачица.
Године 1977. почела је снимати песме за свој самостални албум, али он никад није објављен. Китон је више успеха постигла са фотографијом. Као и лик у Ени Хол, фотографисање јој је било дугогодишњи хоби, занимање које је покупила као тинејџерка од мајке. Док је крајем седамдесетих путовала, почела је своју разбибригу узимати озбиљније.
Reservations, њена колекција фотографија хотелских ентеријера, објављена је 1980. године у облику књиге.

### 1980-те
Након филма Менхетн 1979. године, Китон и Вуди Ален су окончали свој дуги радни однос те ће то бити њихова задња велика сарадња све до 1993. године. Китон се 1978. упустила у везу с Вореном Бејтијем, а две године касније он ју је ангажовао за улогу у филму Црвени. У филму је глумила Луиз Брајант, новинарку из 1917. године, која напушта мужа како би радила са радикалним новинаром Џоном Ридом (Бејти) и касније одлази у Русију како би га пронашла где пише хронику Руског грађанског рата. Њујорк тајмс је написао да је Китон била „ништа мање него величанствена као Луиз Брајант - прекрасна, себична, духовита и полетна. То је најбоље дело које је остварила до сада." Китон је за филм зарадила своју другу номинацију за Оскара.
Бејти је узео Китон након што ју је видио у филму Ени Хол, будући да је хтио њену природну нервозу и несигуран став према улози. Продукција филма Црвени одгађана је неколико пута од свог почетка 1977. године. Китон је замало напустила пројекат кад је помислила да никад ни неће бити довршен. Снимање је коначно почело две године после. У причи Vanity Fair 2006. године, Китон је описала своју улогу као „неког ко жели бити посебан, али је вероватно обичан ... Знала сам што значи бити несигуран." Помоћник режисера Сајмон Релф касније је рекао како је Луиз Брајант била једна од њених најтежих улога и да „је замало остала сломљена."
Филм из 1984. године Мала бубњарка је био њен први и неуспешни излет у жанр акцијског трилера. Мала бубњарка био је и комерцијални и критички промашај, а критичари су наглашавали како њој не пристаје тај жанр. Две године после је наступила са Џесиком Ланг и Сиси Спејсик у филму Злочини срца, хумористичној адаптацији драме Бет Ханли. Године 1987. је наступила у Baby Boom, својој првој сарадњи са сценаристкињом и продуценткињом Ненси Мајерс. Глумила је жену са каријером са Менхетна која се изненада мора бринути за мало дете. Исте се године појавила у камео улози у Аленовом филму Дани радија, као певачица у ноћном клубу. Касније игра у филму из 1988. године који се звао Добра мајка, који је био комерцијално разочарање, а неки критичари су посебно критиковали њену глуму.
Године 1987. режирала и монтирала је свој први филм, документарац назван Рај, који је поделио критичаре. Следеће четири године Китон је режирала музичке спотове за певаче као што је Белинда Карлајл, два телевизијска филма са Патришом Аркет и епизоде серија China Beach и Твин пикс.

### 1990-те
У деведесетима се почела појављивати у зрелијим улогама, често играјући женску главу породице из средње класе. Десетљеће је започела са филмом The Lemon Sisters, слабо оцењеном хумористичком драмом у којој је наступила и коју је продуцирала, а која је годину дана након завршетка била одгођена.
Године 1990. поново игра Кеј Адамс у Куму III. Радња филма је смештена 21 годину након догађаја из другог наставка, филм је укључивао Китон као отуђену бившу жену Мајкла Корлеонеа. Критике филма и Китон поновно су биле усмерене на њену неважност у филму. Вашингтон пост је написао: „Иако је она ауторитативна у улози, Китон пати од неважности осим да приговара Мајклу за његове грехе из прошлости.
Следеће године је наступила са Стивом Мартином у породичној комедији Невестин отац. Замало није ни добила улогу јер је комерцијални промашај филма Добра мајка довео до затегнутих односа између ње и студија Walt Disney Pictures, који је финансирао оба филма. Невестин отац је био њен први велики хит након четири године комерцијалних разочарања.
Китон је ту улогу репризирала у наставку, као жена која остаје трудна у средњим годинама у исто вријеме кад и њена кћер. У рецензији San Francisco Examinera су је опет упоредили са Катрин Хепберн: „Не ослањајући се више на несигурност која се пробила у све њене карактеризације од седамдесетих, сада је постала Катрин Хепберн са снажним мајчинским инстинктом, јер је она лепа и интелигентна глумица која не мора бити груба ни оштра како би доказала своју женственост."
Године 1993. је наступила у филму Тајновита убиства на Менхетну, свом првом филму са Вудијемм Аленом након 1979. године. Улога је била намењена за Mia Farrow, али је она одустала од пројекта након прекида везе са Аленом.
Године 1995. режирала је филм Незнани јунаци, свој први дугометражни филм објављен у кинима, према мемоарима Franz Lidz. У њему су наступили Нејтан Ват као дечак у шездесетима чија мајка (Енди Макдауел) оболева од рака. Како се њена болест погоршава, а његов отац изумитељ (Џон Туртуро) постаје све дистанциранији, дечак је послан да живи са два ексцентрична стрица (Maury Chaykin и Мајкл Ричардс). За разлику од Лидзове књиге, Китон је радњу из Њујорка преместила у Јужну Калифорнију свог детињства. Иако филм није постигао значајнији финансијски успјех, филм и режија су добили похвале од критике.
Њен најуспешнији филм десетљећа био је Клуб првих супруга (1996). Наступила је са Goldie Hawn и Bette Midler као трио „првих супруга": средовечне жене које су се развеле од својих мужева јер су они тражили млађе жене. Китон је изјавила да јој је снимање овог филма „спасило живот“. Филм је постигао велики успех зарадивши 105 милиона долара у северноамеричким кинима те постао култан међу средовечним женама. Рецензије су биле углавном позитивне за Китон и њене колегинице, а у San Francisco Chronicle је названа „вероватно најбољом филмском комичарком у овом тренутку."
Исте те године појавила се у филму Марвинова соба као жена оболела од леукемије. Била је то адаптација драме Скота Макферсона. Мерил Стрип је глумила њену отуђену сестру. Китон је за филм зарадила своју трећу номинацију за Оскара. Иако хваљен од критике, филм није објављен у великом броју кина, што ју је вероватно коштало Оскара. Изјавила је како је највећи изазов за улогу био схватање менталитета особе која се суочава са смртном болешћу.

### 2000-те
Њен први филм 2000. био је Hanging Up са Мег Рајан и Лисом Кудроу. Китон је и режирала филм, упркос тврдњи из 1996. да никада више неће режирати у филму, рекавши „као режисер аутоматски имаш различите циљеве. Не могу размишљати о режирању кад глумим." Филм је био драма о три сестре које се носе са сенилношћу и изненадном смрти њиховог старог оца. Критике су биле слабе, а филм је у Северној Америци зарадио 36 милиона долара.
Године 2001. поновно је наступила са Вореном Бејтијем у филму Љубав и други пороци, критичком и комерцијалном фијаску. Буџет је износио око 90 милиона долара, али филм није био довољно запажен, да би зарадио само 7 милиона у северноамеричким биоскопима. Peter Travers из Rolling Stone написао је како филм „не заслужује критику него смртницу“.
Године 2001. и 2002. је наступила у четири нискобуџетна телевизијска филма. У религиозној драми Sister Mary Explains It All, где је играла фанатичну часну сестру, осиромашену мајку у драми На танком леду, и књиговођу у мафијашкој комедији План Б. У Crossed Over је глумила Беверли Лоури, жену која склапа необично пријатељство са првом и једином женом погубљеном у Тексасу, Карлом Феј Такер.
Њен први већи хит након 1996. године дошао је са филмом Само не ти, са Џеком Николсоном. Николсон (66) и Китон (57) су се чинили као храбар избор за главне улоге у романтичној комедији. Студио 20th Century Fox који је требало да дистрибуира филм, наводно је одбио да га продуцира бојећи се да су главни глумци престари да би били исплативи. Китон је то коментарисала: „Гледајте, људи моје и Џекове доби су дубљи, осећајнији, јер имају животног искуства. Имају много наде и страсти - зашто се не би заљубили? Зашто филмови не би то приказивали?" Китон је глумила средовечну драматуршкињу која се заљубљује у много старијег момка своје кћери. Филм је остварио велики комерицијални успех, зарадивши 125 милиона долара само у Северној Америци. Роџер Иберт је написао да су „Китон и Николсон унели толико искуства, знања и хумора у своје ликове да филм функционише на начин на који се сценаријем уопште није рачунало." Следеће године Китон је за улогу четврти пут номинована за Оскара.
Године 2005. је наступила у средње успешној комедији The Family Stone са Саром Џесиком Паркер. Њен последњи филм до сада је Како ја кажем!!!, са Менди Мур, објављен 2. фебруара 2007. године, а добио је доста лоше критике.

## Приватни живот
Њена најпознатија веза била је она са редитељем Вудијем Аленом из седамдесетих. Први пут су се срели на њеној аудицији за бродвејску продукцију Засвирај поновно, Сем, али се нису упознали све до вечере након поноћне пробе. Ален тврди да га је привукао њен смисао за хумор. Кратко су живели заједно током приказивања комада Засвирај поновно, Сем на Бродвеју, али је њихова веза постала мање формална у време кад је снимана филмска верзија, 1972. године. Између 1971. и 1993. заједно су снимили осам филмова. Након што је њихова веза завршила 1979. почела се забављати са Вореном Бејтијем. Веза са Бејтијем учинила ју је честом темом таблоида и медија, улога на коју није била навикнула. (Како је избегавала јавна појављивања, Vanity Fair ју је 1985. назвао најодбојнијом звездом послије Грете Гарбо"). Бејти и Китон су прекинули убрзо након снимања филма Црвени. Веровало се да је зато крива затегнутост у међусобним односима проузрочена многим продукцијским проблемима. Китон је остала у контакту и са Бејтијем и Аленом, а Алена описује као једног од најблискијих пријатеља. Китон је била у вези и са Алом Пачином, својим колегом из трилогије Кум. Веза је окончана током снимања трећег дела.
Дајана Китон је мајка двоје деце: девојчице назване Декстер (усвојене 1996) и дечака Дјука (усвојеног 2001).

## Филмографија
| Улоге Дајане Китон |                                      |                         |                   |          |
| Година             | Српски назив                         | Изворни назив           | Улога             | Напомена |
| 1970.              | Љубавници и други странци            |                         | Joan Vecchio      |          |
| 1972.              | Кум                                  | The Godfather           | Kay Adams         |          |
| 1972.              | Засвирај поново, Сем                 |                         | Linda Christie    |          |
| 1973.              | Спавачи                              |                         | Luna Schlosser    |          |
| 1974.              | Кум 2                                | The Godfather, Part II  | Kay Adams         |          |
| 1975.              | Љубав и смрт                         |                         | Sonja             |          |
| 1977.              | Ени Хол                              |                         | Annie Hall        |          |
| 1977.              | Тражећи господина Гудбара            |                         | Theresa Dunn      |          |
| 1978.              | Ентеријери                           |                         | Renata            |          |
| 1979.              | Менхетн                              |                         | Mary Wilkie       |          |
| 1981.              | Црвени                               |                         | Louise Bryant     |          |
| 1982.              |                                      |                         | Faith Dunlap      |          |
| 1984.              | Мала добошарка                       |                         | Charlie           |          |
| 1984.              | Госпођа Софел                        |                         | Kate Soffel       |          |
| 1986.              | Злочини срца                         |                         | Lenny Magrath     |          |
| 1987.              | Дани радија                          |                         | New Year's Singer |          |
| 1987.              |                                      |                         | J.C. Wiatt        |          |
| 1987.              |                                      |                         |                   |          |
| 1987.              | Поларна светлост                     |                         | Роберта Блумстин  |          |
| 1988.              |                                      |                         | Anna Dunlap       |          |
| 1990.              | Кум 3                                | The Godfather, Part III | Kay Adams         |          |
| 1990.              |                                      |                         | Eloise Hamer      |          |
| 1991.              | Невестин отац                        |                         | Нина Бенкс        |          |
| 1993.              | Загонетно убиство на Менхетну        |                         | Керол Липтон      |          |
| 1995.              | Невестин отац 2                      |                         | Nina Banks        |          |
| 1996.              | Клуб првих жена                      |                         | Annie Paradis     |          |
| 1996.              | Марвинова соба                       |                         | Bessie Greenfield |          |
| 1997.              | Једина страст                        |                         | Керол Фицсимонс   |          |
| 1999.              | Друга сестра                         |                         | Елизабет Тејт     | ;        |
| 2000.              | Залупи слушалицу                     |                         | Georgia Mozell    |          |
| 2001.              |                                      |                         | Ellie Stoddard    |          |
| 2003.              | Само не ти                           |                         | Erica Jane Barry  |          |
| 2003               |                                      |                         |                   |          |
| 2005.              | Добро дошла у фамилију               |                         | Сибил Стоун       |          |
| 2007.              | Како ја кажем                        |                         | Daphne Wilder     |          |
| 2007.              |                                      |                         | Jan Mannus        |          |
| 2007.              |                                      |                         | Marilyn Cooper    |          |
| 2008.              |                                      |                         | Bridget           |          |
| 2018.              | Клуб задовољних жена                 |                         | Diane             |          |
| 2020.              | Љубав, венчања и друга очајања       |                         | Sara              |          |
| 2023.              | Клуб задовољних жена: Друго поглавље |                         | Diane             |          |

### Познати глумци са којима је сарађивала
- Марлон Брандо (Кум)
- Ал Пачино (Кум, Кум 2, Кум 3)
- Ричард Гир (Тражећи Г. Гудбара)
- Мерил Стрип (Менхетн, Марвинова соба)
- Ворен Бејти (Црвени, Town & Country)
- Џин Хекман (Црвени)
- Џек Николсон (Црвени, Љубав нема правила)
- Леонардо Дикаприо (Марвинова соба)
- Роберт де Ниро (Кум 2, Марвинова соба)
- Мег Рајан (Залупи слушалицу)
- Чарлтон Хестон (Town & Country)